# جوديت بيتر
جوديت بيتر (من مواليد 1 نوفمبر 1987) هي لاعبة كريكت هندية المولد تلعب مع منتخب الإمارات العربية المتحدة للكريكيت .  في يوليو 2018م تم اختيارها ضمن تشكيلة الإمارات العربية المتحدة للمشاركة في تصفيات بطواة العالم توينتي للسيدات لعام 2018. و شاركت فيبطولة توينتي الدولية النسائية للكريكيت (WT20I) مع منتخب دولة الإمارات العربية المتحدة ضد هولندا في تصفيات بطولة العالم توينتي في 7 يوليو 2018م.
كما لعبت أربع مباريات في بطولة توينتي الدولية.

## روابط خارجية
- جوديت بيتر at ESPNcricinfo